# Jwalamukhi
Jwalamukhi (niekiedy również Jawalamukhi, hindi  ज्वालामुखी trl. jvālāmukhī) – miasto w północnych Indiach w stanie Himachal Pradesh, w zachodnich Himalajach. 
Populacja miasta w 2001 roku wynosiła 4931 mieszkańców.